# 法布里齐奥·波莱蒂
法布里齐奥·波莱蒂（義大利語：Fabrizio Poletti，1943年7月13日—），意大利男子足球运动员，场上位置是后卫。他曾代表意大利国家队参加1970年国际足联世界杯，结果获得亚军。